# 大脚筒
大脚筒（学名：Eria ovata）为兰科毛兰属下的一个种。

## 扩展阅读
- 維基物種上的相關：大脚筒